# Honda CL 500
Die CL 500 ist ein Motorradmodell von Honda.

## Geschichte
Die Honda CL 500 wurde im Jahr 2022 auf der EICMA vorgestellt und anschließend in Deutschland auf den Markt. Das Motorrad hat die gleiche Basis wie die Honda CMX 500 Rebel, der Motor stammt aus der Honda CB 500 F. Das Motorrad darf mit dem A2-Führerschein gefahren werden.

## Technik

### Antrieb
Die Honda CL 500 wird von einem flüssigkeitsgekühlten Zweizylinder-Reihenmotor mit einem Hubraum von 471 cm³ (Bohrung 67 mm, Hub 66,8 mm) und 8 Ventilen mit DOHC-Steuerung angetrieben. Dieser Motor leistet etwa 47 PS (35 kW) bei 8600/min, das maximale Drehmoment beträgt 43 Nm bei 6500/min. Das Motorrad erreicht eine Höchstgeschwindigkeit von 154 km/h. Der Verbrauch pro 100 Kilometer beträgt laut Hersteller 3,6 Liter, der Tankinhalt 12 Liter.

### Bremsen
Die Bremsanlage der CL 500 besteht vorn aus einer Bremsscheibe (310 mm), hinten ist es eine einzelne Bremsscheibe (240 mm). Beide Bremsen sind von Nissin.

### Rahmen und Fahrwerk
Das Fahrwerk der CL 500 besteht aus einem Diamant-Stahlrohrrahmen, einer Teleskopgabel mit einem Durchmesser von 41 mm vorn sowie einer Schwinge mit zwei Federbeinen hinten, die Federvorspannung ist in fünf Stufen einstellbar. Der Federweg beträgt 150 mm vorn und 145 mm hinten, der Radstand 1485 mm und der Lenkkopfwinkel 27°.

### Kraftübertragung
Die Kraft wird über ein Sechsganggetriebe und eine Kette an das Hinterrad übertragen. Das Vorderrad ist 19 Zoll groß, das Hinterrad 17 Zoll. Beide Felgen sind aus Aluminium gegossen.

### Elektrik
Die Honda CL 500 hat eine LED-Beleuchtung sowie ein LC-Display, das Geschwindigkeit, Ganganzeige und Kraftstoffstand anzeigt, sowie ein adaptives Bremslicht, das oberhalb von etwa 60 km/h bei starkem Bremsen nachfolgende Fahrer durch schnelles Blinken der Warnblinkanlage auf die plötzliche Bremsung aufmerksam zu machen versucht.

## Aussehen
Faltenbälge an der Gabel, seitliche Kniepolster am Tank und ein hoch verlegter Endschalldämpfer mit Hitzeschutzblech lassen das Motorrad als klassischen Scrambler erscheinen, der sowohl für den Einsatz auf der Straße als auch im Gelände entwickelt ist.

## Zubehörpakete
Vom Hersteller werden drei optionale Zubehörpakete angeboten:

### Adventure
Das Adventure-Paket bietet Rallye-Fußrasten, eine 3 cm höhere Sitzbank, Felgendekorstreifen und einen Tankprotektor.

### Style
Das Style-Paket bietet eine Scheinwerferverkleidung, Seitenblenden, Handgriffschutzblenden und eine Verkleidung für die Hinterradaufhängung.

### Travel
Das Travel-Paket beinhaltet eine Seitentasche links, eine Griffheizung, eine 12-V-Steckdose und einen einstellbaren Bremshebel.

## Verkaufszahlen
Zwischen Januar und Mai 2024 lag das Motorrad auf Platz 37 der am häufigsten zugelassenen Motorräder in Deutschland.